# Panorpa curva
Panorpa curva är en näbbsländeart som beskrevs av Carpenter 1938. Panorpa curva ingår i släktet Panorpa och familjen skorpionsländor. Inga underarter finns listade i Catalogue of Life.